# Nemognatha scapularis
Nemognatha scapularis es una especie de coleóptero de la familia Meloidae.

## Distribución geográfica
Habita en Angola.